# Nam Cotabato
Nam Cotabato là một tỉnh của Philippines, thuộc vùng SOCCSKSARGEN ở Mindanao. Tỉnh lị là thành phố Koronada. Tỉnh giáp với Sultan Kudarat về phía bắc và tây, Sarangani về phía nam và đông, Davao del Sur về phía đông. Phía đông nam là vịnh Saramgani.
Thành phố General Santos nằm trên vịnh Saramgani là thành phố lớn và quan trọng nhất trong vùng và là hải cảng chính. Tỉnh Sarangani là một phần của Nam Cotabato cho đến khi tách ra năm 1992.

## Địa lý
Địa hình Nam Cotabato chủ yếu là đông bằng xen kẽ một số ngọn núi nhỏ. Lượng mưa không đều trong năm, với khoảng 122 đến 180 ngày mưa, nhiều nhất là tháng 5,6,7. Nhiệt độ ban ngày cao nhất có thể lên tới 36-38˚C

## Nhân khẩu
Người dân Nam Cotabato đa dạng về sắc tộc và ngôn ngữ, với các cộng đồng nói tiếng Hiligaynon, tiếng Cebuano, tiếng Tagalog và tiếng Anh. Các bộ tộc bản địa dùng ngôn ngữ của họ.
Cư dân Nam Cotabato hầu hết di cư từ nơi khác đến, người Ilonggo từ Panay và Negros ở vùng Visayas sống ở các đô thị tự trị Norala, Banga, Surallah, Sto. Niño và tỉnh lị; tiếng Hiligaynon và Kiniray-a có vai trò chính trong truyền thông. Người Ilocano đến từ Luzon định cư ở các đô thị tự trị Tampakan, Tantangan and Tupi và tiếng Ilocano vẫn được sử dụng ở đây (cùng với tiếng Hiligaynon và tiếng Tagalog. Riêng thành phố General Santos sử dụng tiếng Cebuano.
Bộ tộc Maguindanao là bộ tộc Hồi giáo lớn nhất trong tỉnh. Mặc dù nhiều người trong số họ vẫn mặc trang phục cổ truyền và thi hành các nghi lế truyền thống, một số khác đã thích nghi với những người Thiên Chúa giáo láng giềng với quần ngắn và áo cộc tay

## Hành chính
Tỉnh có 2 thành phố, trong đó thành phố General Santos là thành phố đô thị hóa cao và tỉnh lị Koronadal, và 10 đô thị tự trị:
- Baga
- Lake Sebu
- Norala
- Polomolok
- Santo Niño
- Surallah
- Tampakan
- Tantangan
- T’Boli
- Tupi